# Rovečné

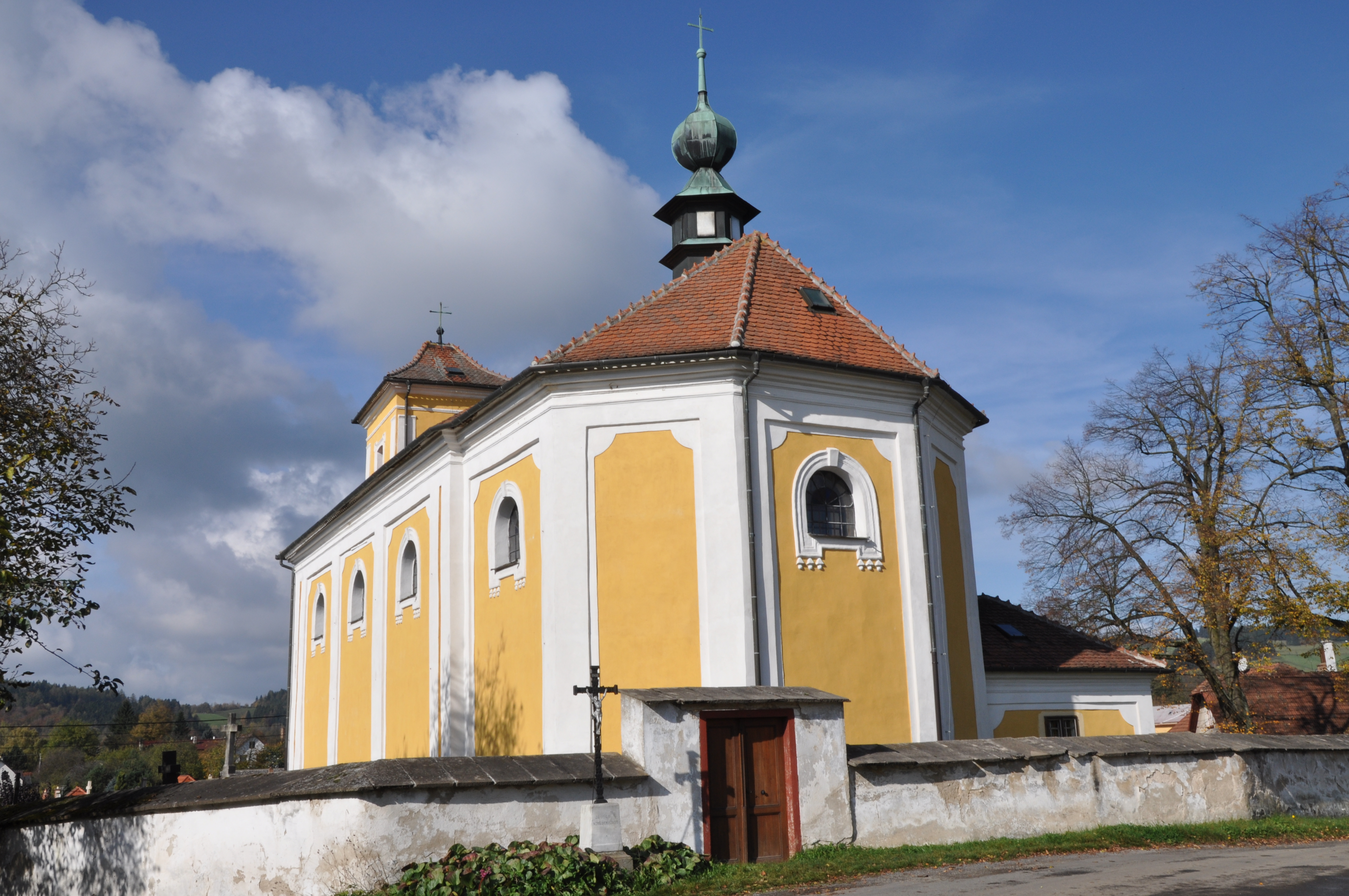
Katholische Kirche

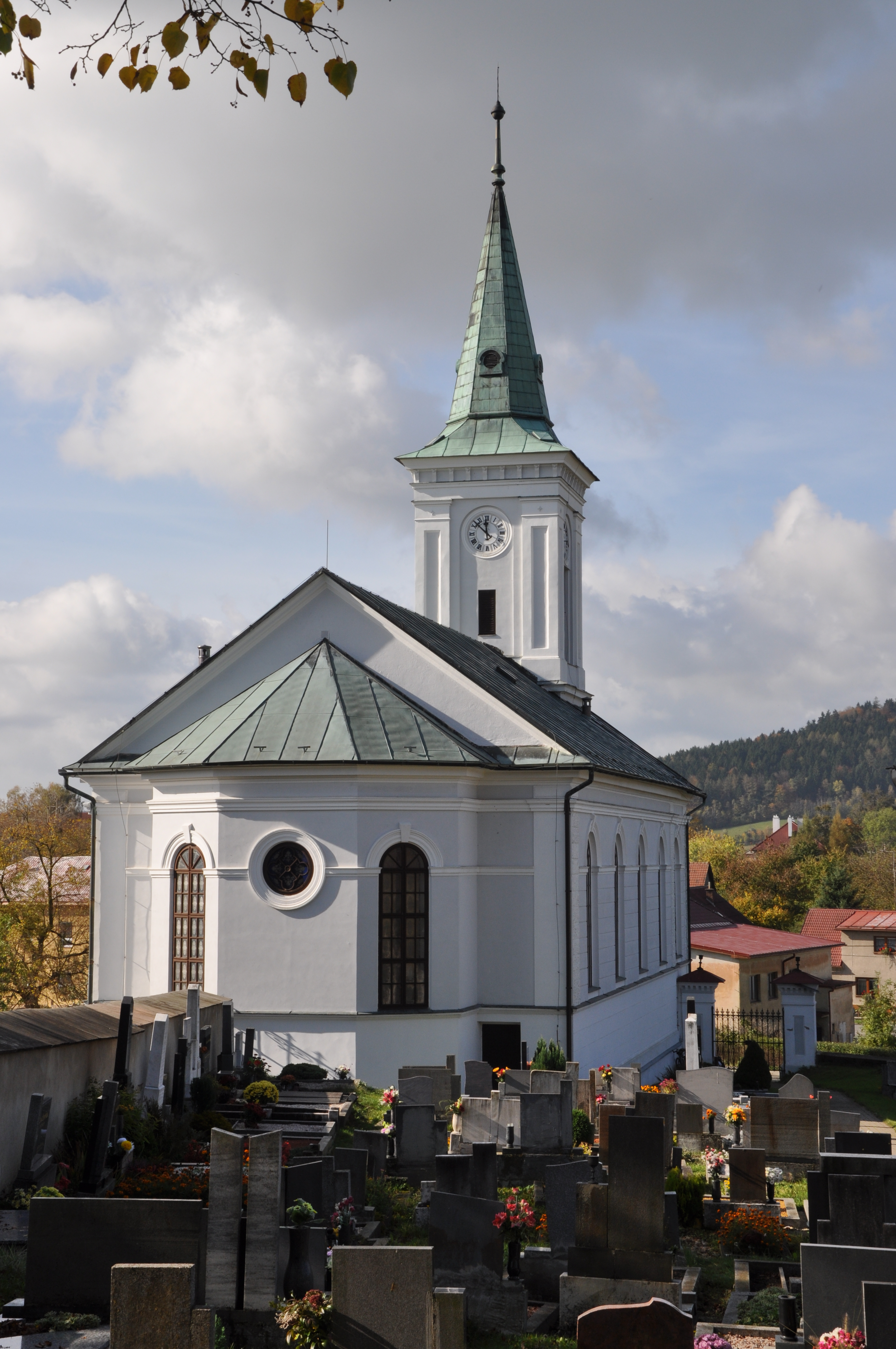
Evangelische Kirche

Rovečné (deutsch Rowetschin) ist eine Gemeinde in Tschechien. Sie liegt fünf Kilometer nordwestlich von Olešnice und gehört zum Okres Žďár nad Sázavou.

## Geographie
Rovečné befindet sich in einer vom Tresný potok durchflossenen Talmulde in der Böhmisch-Mährischen Höhe. Das mährische Dorf liegt südlich der historischen Grenze zwischen Mähren und Böhmen. Nördlich erhebt sich der Kamenec (698 m), im Südosten der Dolní kopec (611 m), westlich der Bukovec (707 m) und im Nordwesten der Horní les (Oberwald, 774 m).
Nachbarorte sind Nyklovice im Norden, Hlásnice und Trpín im Nordosten, Velké Tresné im Osten, Malé Tresné im Südosten, Bolešín im Süden, Věstínek und Věstín im Südwesten, Chlum und Korouhvice im Westen sowie Dudkovice, Polom und Sulkovec im Nordwesten.

## Geschichte
Das Dorf wurde im Zuge der Kolonisation der Grenzwälder zwischen Mähren und Böhmen angelegt. Erstmals urkundlich erwähnt wurde es 1335, als Schwester Jeruše von Ausperg den Ort in das Augustinerinnenkloster Doubravník einbrachte. Nach der Zerstörung des Klosters durch die Hussiten gelangte Rovečné wieder an die Herren von Pernstein zurück. 1590 wurde Rovečné zusammen mit elf weiteren Dörfern der Umgebung verkauft und an die Herrschaft Kunstadt angeschlossen, zu der es bis 1848 gehörte. Nach dem Josephinischen Toleranzpatent entstand 1784 ein evangelisches Bethaus und Friedhof. 1785 eröffnete auch eine evangelische Schule. Die evangelische Gemeinde war zunächst nach Prosetín gepfarrt und erhielt 1812 einen eigenen Pfarrer. Neben dem Bethaus wurde 1825 ein neues evangelische Schulhaus errichtet, das von 1882 bis 1947 als evangelisches Pfarramt diente.
Nach der Aufhebung der Patrimonialherrschaften bildete Rověčín ab 1850 eine Gemeinde im Bezirk Boskovice. Seit 1921 wird der Gemeindename Rovečné verwendet. 1949 kam die Gemeinde zum Okres Bystřice nad Pernštejnem. 1961 wurden Malé Tresné und Velké Tresné eingemeindet und die Gemeinde dem Okres Žďár nad Sázavou zugeordnet. 1973 kamen noch Věstín und Věstínek und 1976 Nyklovice als Ortsteile hinzu. Die eingemeindeten Ortschaften entschieden sich bis auf Malé Tresné ab 1990 sukzessive wieder für die Eigenständigkeit.

## Ortsgliederung
Die Gemeinde Rovečné besteht aus den Ortsteilen Malé Tresné (Klein Tresna) und Rovečné (Rowetschin), die zugleich Katastralbezirke bilden. Zu Rovečné gehört außerdem die Einschicht Dudkovice.

## Sehenswürdigkeiten
- Barocke Kirche des Hl. Martin, der einschiffige Bau entstand 1721 auf Veranlassung von Karl von Lamberg, das sich der Vorgängerbau als zu klein erwies. Der Sprengel der katholischen Kirche umfasst die Dörfer Rovečné, Vír, Velké Tresné, Malé Tresné, Věstín und Věstínek.
- evangelische Kirche, errichtet 1897 bis 1898 an Stelle des Bethauses
- Horní les mit Aussichtsturm
- Denkmal für die Opfer des Ersten Weltkrieges mit Büste von Tomáš Garrigue Masaryk, auf dem Dorfplatz

## Söhne und Töchter der Gemeinde
- Antonín Fleischer (1850–1934), Entomologe
- Jindřiška Wurmová (1863–1953), Pazifistin und Schriftstellerin, Schwester von Antonín Fleischer